# Wilszanycia
Wilszanycia (ukr. Вільшаниця) – wieś na Ukrainie, w obwodzie chmielnickim, w rejonie biłohirskim, nad Horyniem. W 2011 roku liczyła 297 mieszkańców.
Znajduje tu się przystanek kolejowy Wilszanycia, położony na linii Szepetówka – Tarnopol.
Pierwsza wzmianka o miejscowości pochodzi z 1422 roku.